# 탈카우아노

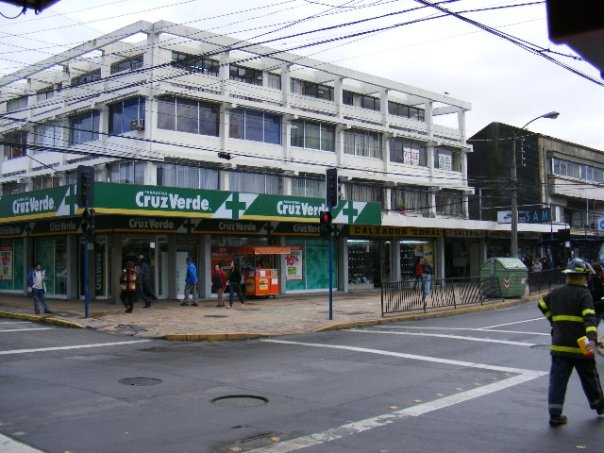
탈카우아노 시가지

탈카우아노(스페인어: Talcahuano)는 칠레 비오비오주 콘셉시온 현에 위치한 항구 도시로 면적은 92.3km2, 높이는 1m, 인구는 150,499명(2012년 기준)이다. 도시가 설립된 시기는 1764년이다. 콘셉시온 도시권을 형성하는 도시 가운데 한 곳이다.